# Futa Yallon
Futa Yallon (en francés: Fouta Djallon) es un macizo montañoso situado en el centro-norte de la República de Guinea, en África Occidental. El origen de 'Futa' surgió en palabras regionales del fula (donde se le conoce como Fuuta-Jaloo), mientras que 'Yallon' es por el nombre de los habitantes originales, los ŷalonke (o Djallonké), cuyas generaciones desaparecieron.
Este macizo muy erosionado abarca un área de aproximadamente 81 952 km², con una altitud media de 1000 m s. n. m. teniendo su altura máxima en el monte Lura de 1515 m. Se trata de una zona de planicies y colinas considerada el depósito de agua del África Occidental ya que aquí tienen sus principales fuentes los ríos, entre otros, Níger, Senegal, Gambia, Mongo y Koliba.
Al suroeste del Futa Yallon propiamente dicho se encuentra un ramal principal conocido como Tierras Altas de Guinea que posee estribaciones hasta las zonas fronterizas de Sierra Leona, Liberia y Costa de Marfil, tal ramal se encuentra separado por el valle amesetado en que corren los altos afluentes del río Níger (hacia el noreste) y los del Mongo (hacia el suroeste); en las Tierras Altas de Guinea se ubican las mayores altitudes de todo el sistema que incluye al Futa Ŷallon: el Bintimani de 1945 m en Sierra Leona cerca de la frontera con Guinea; el monte Nimba de 1752 m —señalando el límite trifinio entre los estados de Guinea, Costa de Marfil y Liberia—, y el Pico de Tibé con 1504 metros en el sur de la República de Guinea. Otro ramal menor y septentrional del Futa Ŷallon se extiende casi imperceptible por la frontera entre la República de Guinea y Malí con una pequeña estribación (ya como penillanura)  en el sureste de Senegal donde el monte Gumbati (o Goumbati) llega a la modesta altitud de los 417 m s. n. m.

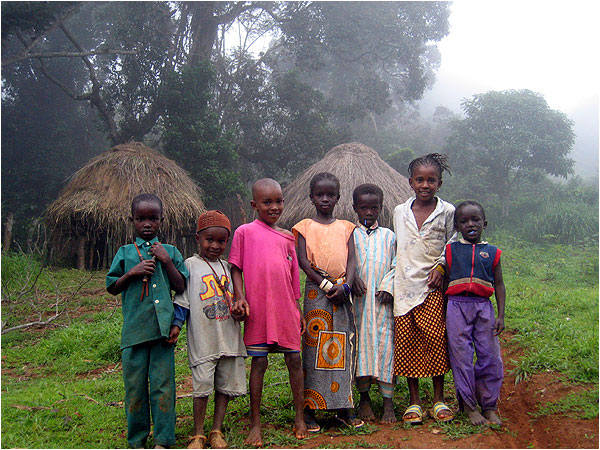
Niños en la aldea de Doucky.

Ecológicamente todo este conjunto orográfico cumple una función importantísima al condensar las nubes y poseer elevadas precipitaciones: suele señalar el límite de dos biomas bien diferenciados: las vertientes meridionales hasta el océano Atlántico se encontraban naturalmente cubiertas de una densa pluvisilva (la cual ha sido muy degradada por acción antrópica a lo largo el siglo XX), al norte se presenta primero una zona de parque, luego de sabana y, rápidamente de semiárido sáhel. La altitud de sus montañas no es lo suficientemente elevada como para soportar una verdadera vegetación de montaña, aunque esta se pueda encontrar en ciertos picos aislados. Los antiguos bosques de Parinari excelsa han sido transformados progresivamente debido a la explotación agrícola y las quemas periódicas en una sabana, en la que destacan especies de los géneros Anadelphia, Loudetia y Tristachya.
Las montañas del Futa Ŷallon fueron célebres por sus minas de oro y diamantes, encontrándose aún interesantes yacimientos de dichos minerales. Tales riquezas facilitaron la existencia de un Reino del Futa Ŷallon creado por los musulmanes fulani, estado que tuvo su apogeo entre 1735 y 1850. Su existencia concluyó en 1898.